# جزیره (مجموعه تلویزیونی)
جزیره (ایتالیایی: L'isola) یک مجموعۀ تلویزیونی ایتالیایی به کارگردانی آلبرتو نیگرین است که در سال ۲۰۱۲ منتشر شد.

## بازیگران
- بلانکو رومِـرو
- مارکو فوسکی
- آندرئا جوردانا
- آلکساندرا دینو
- مارچلو ماتسارلا
- فابیو موریچی
- آلساندرو بورگی
- گابریلیه روسی
- حسنی شاپی
- آنجلو ماجی
- ماسیمو ورتمولر
- ایزا بارزیتزا
- لیدیا بیوندی
- ایزابل آدریانی